# Bergbaumuseum

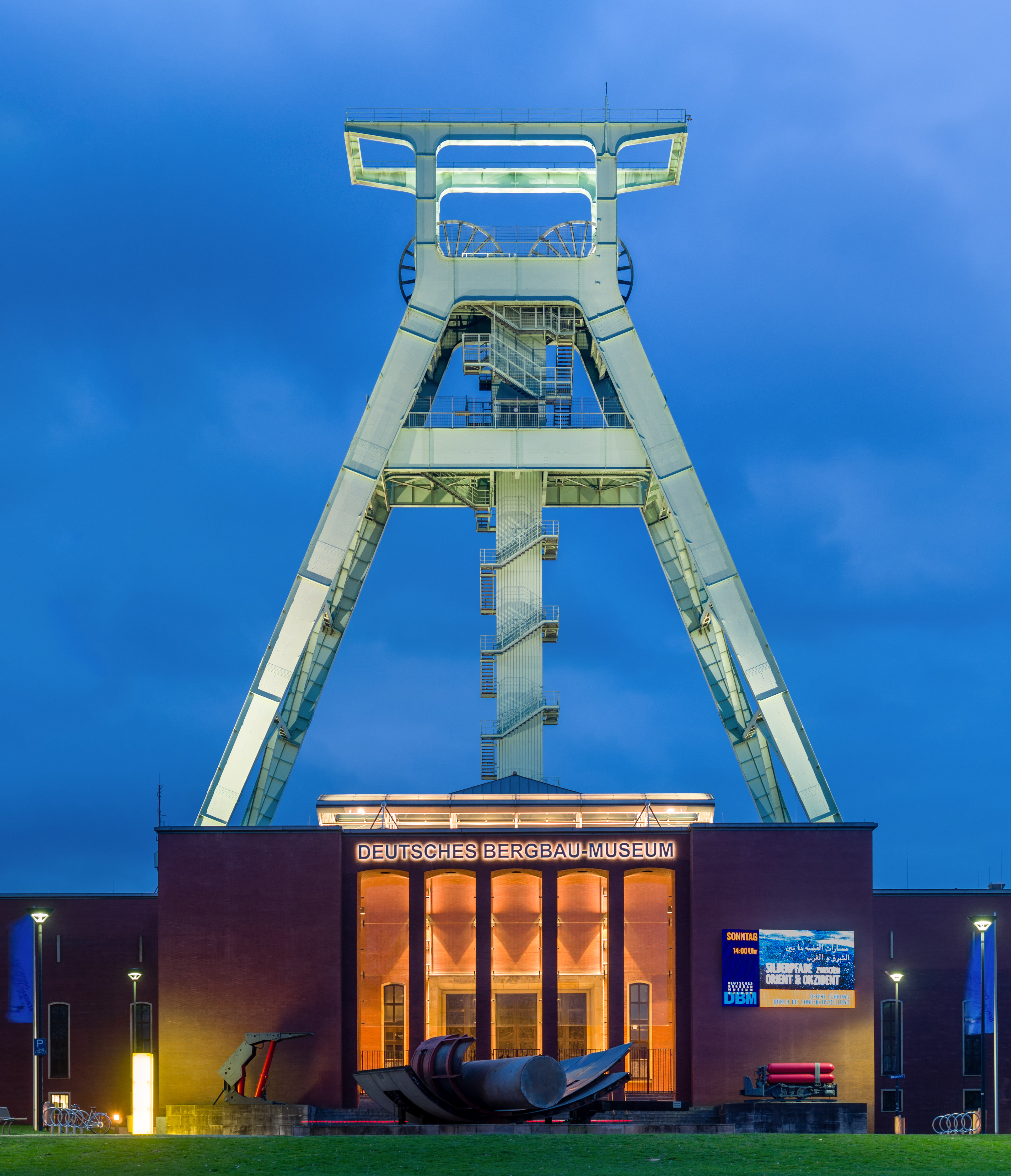
Das Deutsche Bergbau-Museum in Bochum gehört zu den bedeutendsten Bergbaumuseen

Ein Bergbaumuseum ist ein spezielles Technikmuseum, das dem Bergbau gewidmet ist. Die Ausstellungen tragen oft einen heimatkundlichen Charakter und sind deshalb meist auch auf einzelne Rohstoffe ausgerichtet, die in der Region gefördert wurden (z. B. Steinkohle, Schiefer, Salz, Erz). Neben der Rohstoffförderung werden beispielsweise auch die Lebensbedingungen der Bergleute, Handelsbeziehungen und politische Verhältnisse beleuchtet.

## Ausstellungsformen

### Bergbaumuseum als Heimat- oder Regionalmuseum

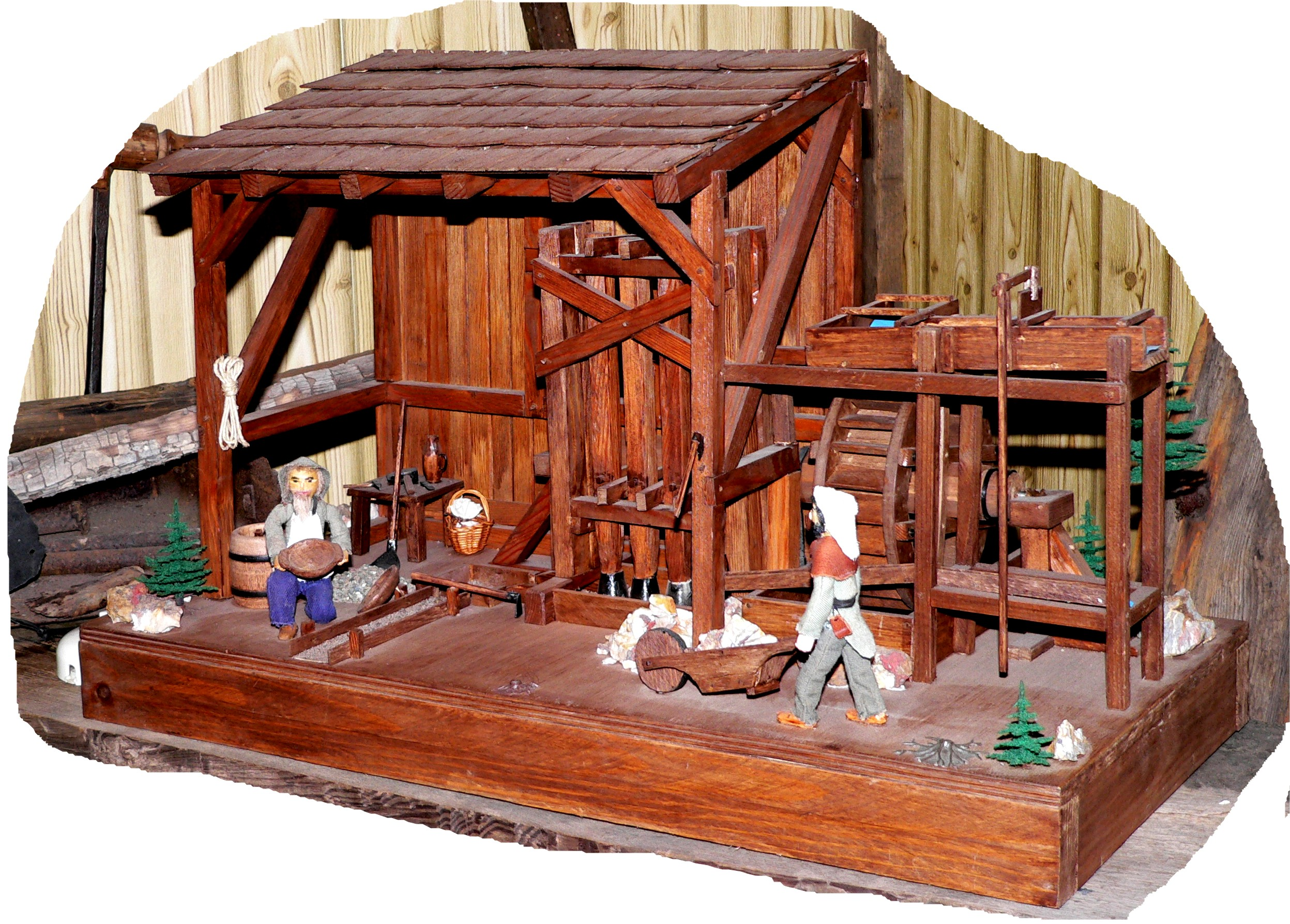
Modell eines Pochwerks im Goldmuseum Theuern

Die älteste und häufigste Form eines Bergbaumuseums stellt die Geschichte des Bergbaus in einem durch den Bergbau geprägten Ort oder einer Bergbauregion dar. Das Museum befindet sich manchmal aber nicht zwangsläufig in einem früher für den Bergbau genutzten Gebäude. Die Ausstellung besteht typischerweise aus Gegenständen der Arbeitswelt wie Werkzeugen, Maschinen, Kleidung und solchen der Bergbautradition wie Fahnen und Hl.-Barbara-Statuen. Weitere Objekte derartiger Sammlungen sind Modelle von technischen Anlagen, Karten, Zeitungsausschnitte mit Artikeln zu besonderen Ereignissen und Medien aller Art mit einschlägigem Inhalt.

### Freilichtmuseen und Technikparks

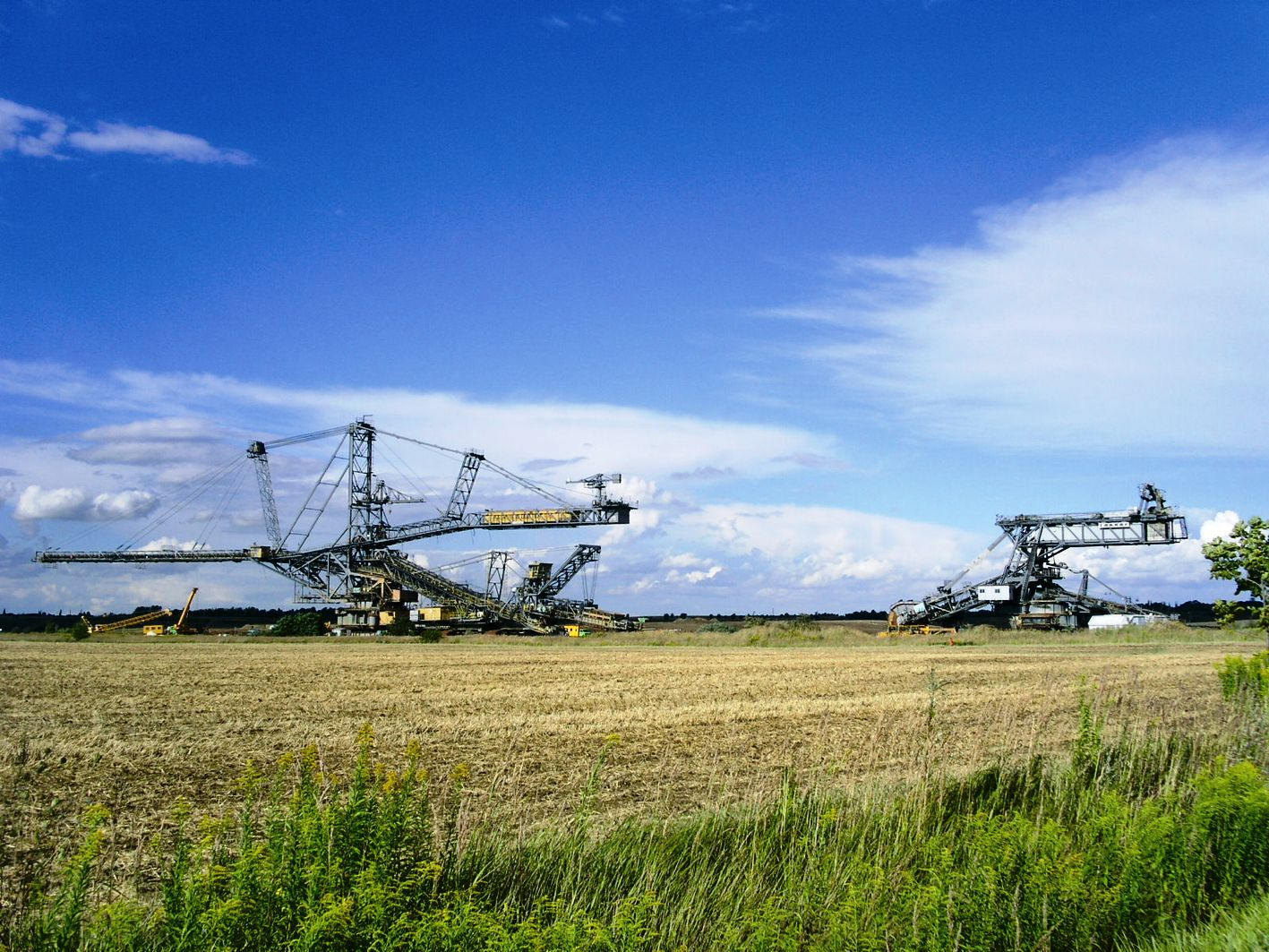
Bergbau-Technik-Park in Großpösna.

Zahlreiche Bergbaumuseen stellen ihre Exponate in Freilichtmuseen und Technikparks aus. Hiermit wird nicht nur ermöglicht, eine größere Anzahl von Exponaten auszustellen (z. B. Grubenbahnen), sondern manche Exponate wie z. B. Förderbrücken lassen sich überhaupt nur auf diese Art ausstellen. Überdies werden hiermit die Einrichtungen dort gezeigt und begehbar gemacht, wo sie zum Einsatz gekommen sind. Deshalb finden sich solche Museen auch vor allem dort, wo Rohstoffe im Tagebau abgebaut wurden (z. B. Steinkohle, Braunkohle, Kalkstein, Schiefer).

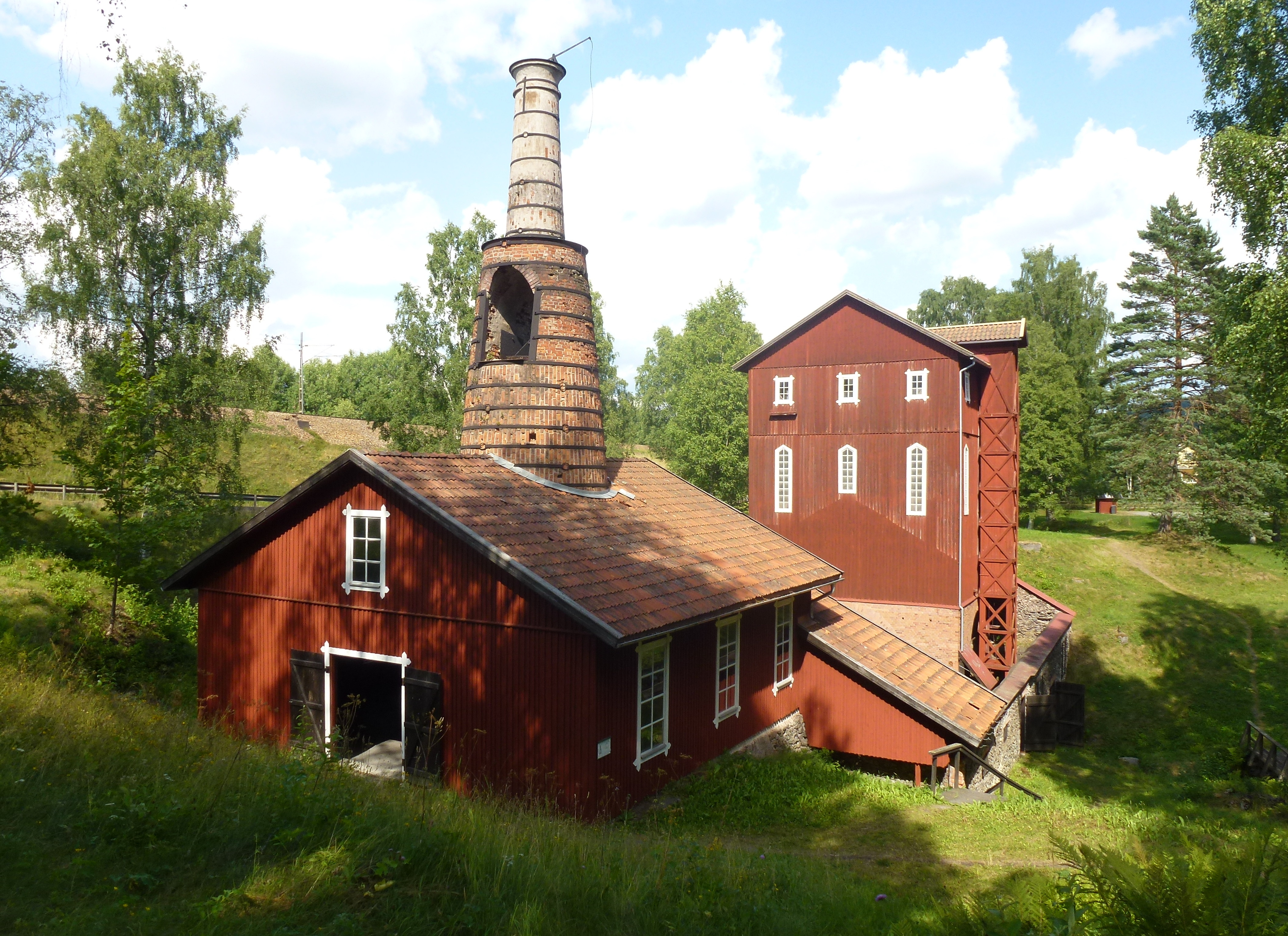
Hochofen von Klenshyttan im Ekomuseum Bergslagen.

Eine spezielle Form der Freilichtmuseen sind die Ecomuseen, die sich erst in den letzten Jahrzehnten entwickelten. Diese bevorzugen eine ganzheitliche Interpretation, anstatt der Ausstellung einzelner, ausgewählter Objekte. Das Ekomuseum Bergslagen mit seinem bergbaulichen Schwerpunkt ist das bedeutendste Ecomuseum weltweit. Andere hierher gehörige Ecomuseen finden sich vor allem in Frankreich (Bruay-la-Buissière, Neufchef und Aumetz), wo das Konzept entwickelt wurde.

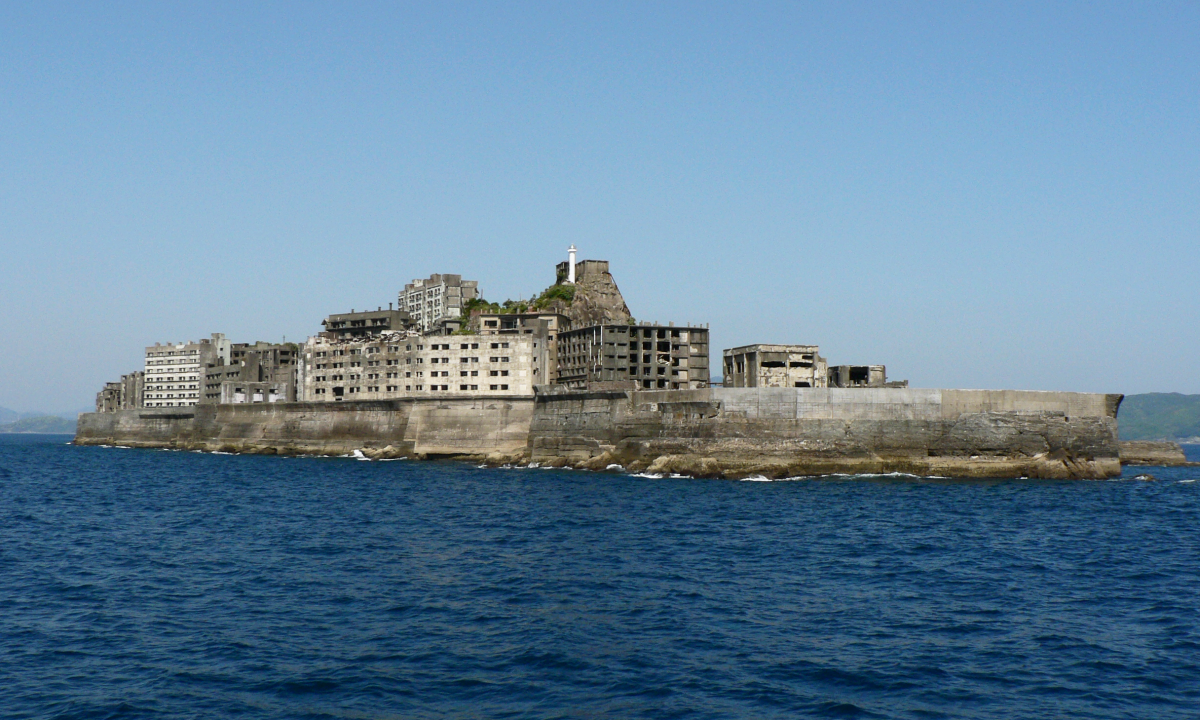
Hashima

In den USA wurden mehrere historische Bergbaugebiete als National Monument oder als State Historic Parc unter Schutz gestellt. Hierzu zählen diverse Geisterstädte mit ihren Bergwerken vor allem in Colorado wie Bereiche des "Lead Belts" im Norden des Staats Missouri.
In Japan wurde von der kleinen Insel Hashima von 1887 bis 1974 unterseeischer Kohlebergbau betrieben. Seit 2009 ist die Insel mit ihren verfallenden Gebäuden wieder für Besucher zugänglich.

### Bergbaumuseen mit Schaubergwerk

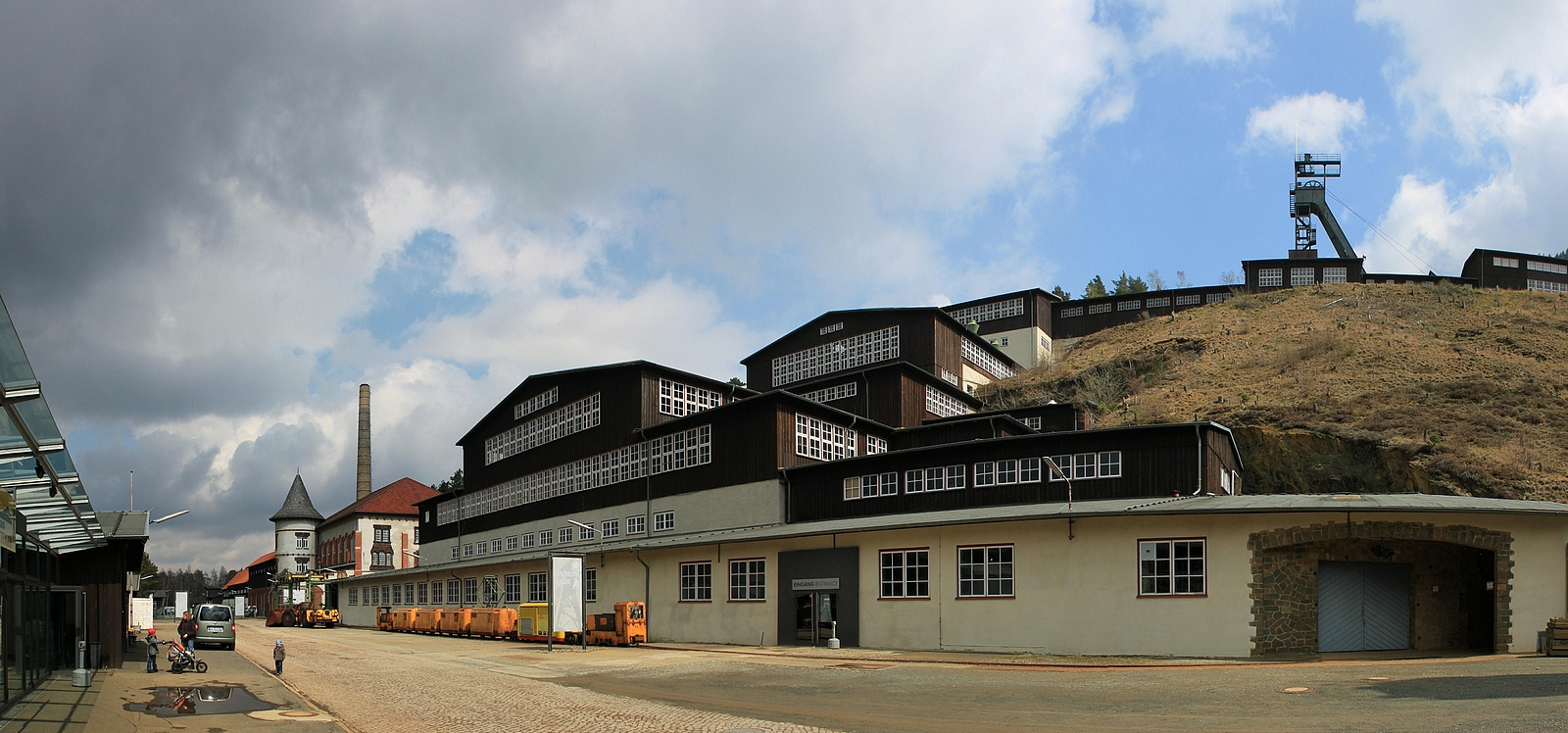
Das „Museum und Besucherbergwerk Rammelsberg“ ist UNESCO-Weltkulturerbe

Einige Museen betreiben zusätzlich zur Ausstellung noch ein Schaubergwerk, das in ehemaligen Stollen und Schächten eingerichtet ist. Hier soll Besuchern eine authentischere Atmosphäre der Arbeitsbedingungen unter Tage wie Dunkelheit, Kälte und Feuchtigkeit sowie den Einsatz der Technik zu vermitteln.

### Bergbaumuseen mit Anschauungsbergwerk

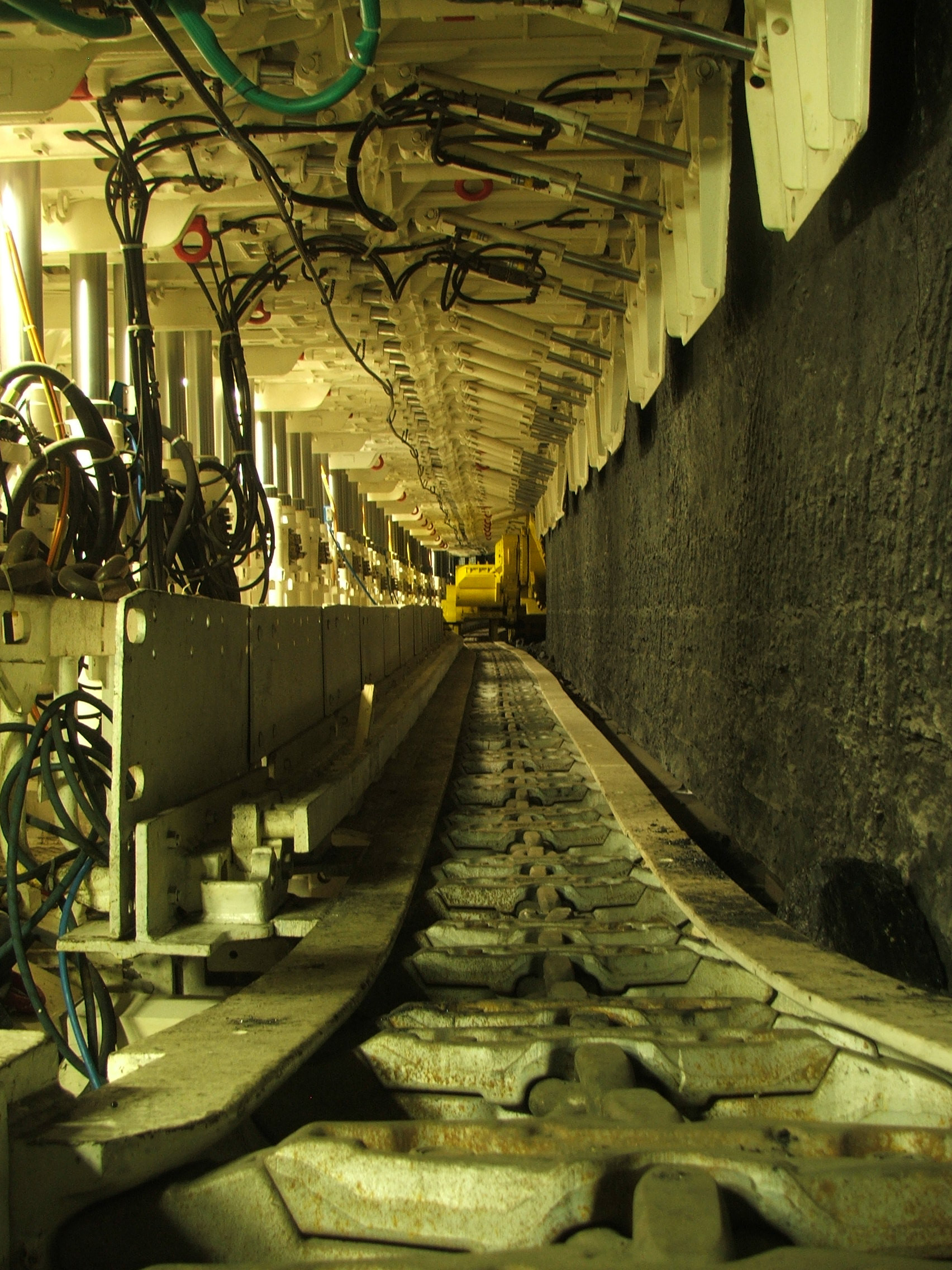
Im Deutschen Bergbau-Museum Bochum wurde zu Anschauungszwecken ein 2,5 km langes Strecken-System angelegt.

Anders als Schaubergwerke dienten nachgebaute Bergwerke allein didaktischen und touristischen Zwecken. Bergbaumuseen, die nicht an ein Schaubergwerk angegliedert sind, enthalten oft Nachbildungen von Stollen bis hin zu einem „künstlichen“ Bergwerk. Andere Anschauungsbergwerke wurden von Montan-Hochschulen oder als reine Touristenattraktion errichtet. Einige Anschauungsbergwerke entstanden anstatt eines Schaubergwerks, da die originalen Stollen entweder zu aufwändig zu erhalten gewesen wären oder zu viele Giftstoffe enthalten. Viele Anschauungsbergwerke stammen aus einer Zeit, in der noch keine Schaubergwerke in „echten“, ehemaligen Bergwerken eingerichtet waren.
Künstliche Schaubergwerke sind beispielsweise:
- die 1916 eröffnete Steenkolenmijn Valkenburg, ein ehemaliges Kalkbergwerk, das zu Lehrzwecken ein Steinkohlebergwerk mit der jeweils neuesten Abbautechnik verwandelt wurde,
- das 1925 eröffnete Bergwerk im Deutschen Museum in München,
- und als amerikanisches Gegenstück das 1933 errichtete Bergwerk Old Ben #17 im Museum of Science and Industry (Chicago),
- das 1892 gegründete Oberharzer Bergwerksmuseum wurde 1926 um ein Schaubergwerk ergänzt, dabei wurden  originale Bergwerks- und Aufbereitungsanlagen des 18. und 19. Jahrhunderts auf dem Gelände wieder aufgebaut.
- das ab 1930 bis etwa 1960 erbaute Anschauungsbergwerk des Deutschen Bergbau-Museums Bochum,
- das Musée de la Mine La Louvière, das als „Castelain gallery“ den nahegelegenen Stollen „Saint-Joseph“ nachgebaut hat,
- der 1932 erbaute Barbarastollen in der Universität zu Köln diente der Ausbildung von Studenten wie auch die Rolla Experimental Mine der University of Missouri-Rolla,
- das ab 1938 eingerichtete Schaubergwerk des Siegerlandmuseums,
- das 1972 eröffnete Bergbaumuseum Weilburg mit einem über 200 Meter langen nachgebauten Eisenerzbergwerk incl. funktionstüchtigen Originalmaschinen,[1]
- nachgebaute Kohlestollen im Scottish Mining Museum,
- das 1980 eröffneten Museo della Miniera Massa Marittima in Massa Marittima. Hier wurde in Tunneln eine Besucherbergwerk eingerichtet,
- das Muzeum Przemysłu i Techniki w Wałbrzychu,
- der 1996 eröffnete künstliche Stollen im North of England Lead Mining Museum, da Originalstollen nicht sicher genug,
- das 2002 eröffnete Museum zum Quecksilberbergbau Parco Minerario del Monte Amiata in Santa Fiora besitzt eine Rekonstruktion eines Stollens eines Quecksilberbergwerks, das im Gegensatz zu den Originalstollen für die Besucher kein gesundheitliches Risiko darstellt,
- das 2003 eröffnete Deutsche Schieferbergwerk befindet sich in einem ehemaligen Luftschutzbunker neben einem aktiven Schieferbergwerk in Mayen,
- und mehrere Bergbaumuseen in den USA und in Australien.

## Beispiele
Bergbaumuseen gibt es beispielsweise in:

### Deutschland
- Baden-Württemberg
  - Bergbaumuseum Laucherthal, Laucherthal, Landkreis Sigmaringen
  - Sulzburg[2], Landkreis Breisgau-Hochschwarzwald
- Bayern
  - Bergbau- und Heimatmuseum Erbendorf, Erbendorf, Landkreis Tirschenreuth
  - Bergbaumuseum Kupferberg, Kupferberg, Landkreis Kulmbach
- Hessen
  - Grube Fortuna (Solms), Solms-Oberbiel, Lahn-Dill-Kreis
  - Bergwerksmuseum Rossgang Kaufungen, Landkreis Kassel
- Niedersachsen
  - Bergbaumuseum am Rammelsberg, Goslar, Landkreis Goslar
  - Oberharzer Bergwerksmuseum, Clausthal-Zellerfeld, Landkreis Goslar
  - Deutsches Erdölmuseum Wietze (auch Untertageabbau), Wietze, Landkreis Celle
  - Erzbergwerk Grund, Bad Grund, Landkreis Osterode am Harz
- Nordrhein-Westfalen
  - Deutsches Bergbau-Museum Bochum, Bochum
  - Bergbau- und Heimatmuseum im Paulushof, Essen
  - Sauerländer Besucherbergwerk Erzbergwerk Ramsbeck (Bergbaumuseum und Schaubergwerk mit Grubenbahn), Bestwig-Ramsbeck, Hochsauerlandkreis
  - Bergbaumuseum Siciliaschacht, Lennestadt-Meggen, Kreis Olpe
  - Bergbaumuseum Grube Anna 2, Alsdorf, Städteregion Aachen
  - Bergbaumuseum Mechernich, Mechernich, Kreis Euskirchen
  - Museum Bergmannshaus (Bergbaumuseum für Stein- und Braunkohle), Aldenhoven, Kreis Düren
  - Schieferbergbau- und Heimatmuseum Holthausen, Holthausen, Hochsauerlandkreis
  - Besucherbergwerk und Bergbaumuseum Grube Silberhardt, Windeck, Rhein-Sieg-Kreis
  - Besucher-Bergwerk und Museum Kleinenbremen
  - Rheinhauser Bergbausammlung, Duisburg
  - Bergbausammlung Rotthausen, siehe Gelsenkirchen#Museen
  - Zeche Zollern, Dortmund
  - Zeche Zollverein (Ruhr Museum), Essen
- Rheinland-Pfalz
  - Besucherbergwerk Mühlenberger Stollen Bleialf, Eifelkreis Bitburg-Prüm
  - Bergbaumuseum der Grube Friedrichssegen, Lahnstein, Rhein-Lahn-Kreis
  - Bergbaumuseum des Kreises Altenkirchen, Sassenroth, Landkreis Altenkirchen
  - Tonbergbaumuseum Siershahn, Westerwaldkreis
- Saarland
  - Saarländisches Bergbaumuseum, Bexbach, Saarpfalz-Kreis
  - Grube Düppenweiler, Düppenweiler, Landkreis Merzig-Wadern
- Sachsen
  - Bergbaumuseum Oelsnitz, Oelsnitz/Erzgeb., Erzgebirgskreis
  - Zinngrube Ehrenfriedersdorf Besucherbergwerk und Mineralogisches Museum, Ehrenfriedersdorf, Erzgebirgskreis
  - Energiefabrik Knappenrode, größtes Museum zum Braunkohlebergbau in Deutschland, Hoyerswerda, Landkreis Bautzen
- Sachsen-Anhalt
  - Mansfeld-Museum (Kupferbergbaumuseum) in Hettstedt, Landkreis Mansfeld-Südharz
  - Röhrigschacht (Bergbaumuseum und Schaubergwerk), Wettelrode, Landkreis Mansfeld-Südharz
  - Staßfurt (Stadt- und Bergbaumuseum der Stadt Staßfurt)[3] Salzlandkreis

### Italien
- Südtiroler Bergbaumuseum, Ahrntal-Steinhaus und andere Orte, Südtirol

### Österreich
- Bergbaumuseum Klagenfurt, Klagenfurt, Kärnten
- Bergbau- und Gotikmuseum Leogang, Leogang, Salzburg
- Kohlebergwerk Wodzicki, Fohnsdorf, Steiermark

### Polen
- Bergwerksmuseum Guido

### Tschechien
- Königliche Münzanstalt und Museum (Královská mincovna a muzeum), Joachimsthal[4]
- Tschechische Silbermuseum, (České muzeum stříbra), Kuttenberg[5]
- Bergbaumuseum Landek (Hornické muzeum Landek in Ostrava)[6]